# Тейлър (Аризона)
Вижте пояснителната страница за други значения на Тейлър.
Тейлър (на английски: Taylor) е град в окръг Навахо, щата Аризона, САЩ. Тейлър е с население от 4063 жители (2007) и обща площ от 63,7 km². Намира се на 1716 m надморска височина. ЗИП кодът му е 85939, а телефонният му код е 928.